# Italy: Love It, or Leave It
Pour les articles homonymes, voir Italy (homonymie).
Italy: Love It, or Leave It (en français : Italie: aime-la, ou quitte-la) est un film documentaire italien réalisé par Gustav Hofer et Luca Ragazzi, sorti en 2011.
Le film a obtenu en 2011 le prix du meilleur long métrage et le prix du public au festival international du film de Milan. Il a reçu le prix du jury jeunesse au festival du cinéma italien d'Annecy, la même année.

## Synopsis
Luca et Gustav vivent ensemble. Ils reçoivent une notification de fin de bail de la part de leur propriétaire et décident de partir ailleurs: Gustav - originaire du Tyrol du Sud - voudrait emménager à Berlin, tandis que Lucas est d'avis que l'Italie est encore un pays qui a quelque chose à offrir. Ils décident de prendre six mois pour mûrir leur choix, et commencent un voyage tout le long de la péninsule à bord d'une vieille Fiat 500. Ils traversent Rosarno, Naples, Giarre et Predappio, pour comprendre si l'Italie est encore un lieu où l'on peut vivre plus ou moins bien.

## Fiche technique
- Titre : Italy: Love It, or Leave It
- Réalisation : Gustav Hofer et Luca Ragazzi
- Photographie : Michele Paradisi
- Montage: Desideria Rayner
- Production: Vania del Borgo
- Pays d'origine ;  Italie
- Format : Couleur
- Genre : Film documentaire
- Durée : 75 minutes
- Dates de sortie : 
  -  Italie : 15 septembre 2011 (Festival international du film de Milan)
  -  Suisse : 24 septembre 2011 (Festival du film de Zurich)
  -  France : 29 octobre 2011 (Festival du film italien de Villerupt)

## Distribution
- Gustav Hofer: lui-même
- Luca Ragazzi: lui-même